# Cantón de Monclar
El cantón de Monclar era una división administrativa francesa, que estaba situada en el departamento de Lot y Garona y la región de Aquitania.

## Composición
El cantón estaba formado por nueve comunas:
- Fongrave
- Monclar
- Montastruc
- Pinel-Hauterive
- Saint-Étienne-de-Fougères
- Saint-Pastour
- Tombebœuf
- Tourtrès
- Villebramar

## Supresión del cantón de Monclar
En aplicación del Decreto n.º 2014-257 de 26 de febrero de 2014, el cantón de Monclar fue suprimido el 22 de marzo de 2015 y sus 9 comunas pasaron a formar parte del nuevo cantón de Le Livradais.